# Pharaphodius redargutus
Pharaphodius redargutus är en skalbaggsart som beskrevs av Vladimir Balthasar 1971. Pharaphodius redargutus ingår i släktet Pharaphodius och familjen Aphodiidae. Inga underarter finns listade i Catalogue of Life.